# Viện kiểm sát nhân dân cấp cao (Việt Nam)
Viện kiểm sát nhân dân cấp cao là một cấp kiểm sát trong hệ thống Viện kiểm sát nhân dân Việt Nam gồm Viện kiểm sát nhân dân tối cao, Viện kiểm sát nhân dân cấp cao, Viện kiểm sát nhân dân cấp tỉnh và Viện kiểm sát nhân dân cấp huyện, Viện kiểm sát quân sự các cấp. Viện kiểm sát nhân dân cấp cao thực hành quyền công tố, kiểm sát hoạt động tư pháp đối với các vụ án, vụ việc thuộc thẩm quyền giải quyết của Tòa án nhân dân cấp cao.

## Lịch sử
Ngày 28 tháng 5 năm 2015, Viện kiểm sát nhân dân cấp cao được thành lập theo quyết định số 953/NQ-UBTVQH13 của Ủy ban Thường vụ Quốc hội Việt Nam khóa 13. Bước đầu có ba Viện kiểm sát nhân dân cấp cao được thành lập tại Hà Nội, Thành phố Hồ Chí Minh, Đà Nẵng.

## Nhiệm vụ và quyền hạn
Theo Điều 29 Luật Tổ chức Tòa án nhân dân năm 2014, Viện kiểm sát nhân dân cấp cao có thẩm quyền như sau:
1. Phúc thẩm vụ việc mà bản án, quyết định sơ thẩm của Tòa án nhân dân cấp tỉnh thuộc phạm vi thẩm quyền theo lãnh thổ chưa có hiệu lực pháp luật bị kháng cáo, kháng nghị;
2. Giám đốc thẩm, tái thẩm bản án, quyết định đã có hiệu lực pháp luật của Tòa án nhân dân cấp tỉnh, Tòa án nhân dân cấp huyện và tương đương thuộc phạm vi thẩm quyền theo lãnh thổ bị kháng nghị.

## Cơ cấu tổ chức
Tổ chức bộ máy của Viện kiểm sát nhân dân cấp cao gồm có:
- Ủy ban kiểm sát
- Văn phòng
- Các viện và tương đương.

Về mặt nhân sự: Viện kiểm sát nhân dân cấp cao có Viện trưởng Viện kiểm sát nhân dân cấp cao, các Phó Viện trưởng Viện kiểm sát nhân dân cấp cao, Kiểm sát viên, Kiểm tra viên, công chức khác và người lao động khác.

## Hệ thống Viện kiểm sát nhân dân cấp cao tại Việt Nam
- Viện kiểm sát nhân dân cấp cao tại Hà Nội
- Viện kiểm sát nhân dân cấp cao tại Thành phố Hồ Chí Minh
- Viện kiểm sát nhân dân cấp cao tại Đà Nẵng